# 駒ヶ根市立東中学校
駒ヶ根市立東中学校（こまがねしりつ ひがしちゅうがっこう）は、長野県駒ヶ根市にある公立中学校である。

## 交通
- JR飯田線駒ケ根駅より車で約10分

### 校区
- 駒ヶ根市立赤穂東小学校（下平地区）
- 駒ヶ根市立中沢小学校
- 駒ヶ根市立東伊那小学校

## 出身者
- 宮脇千博 - 陸上競技選手（長距離）

## 周辺
- 県道18号線
- 県道49号線
- 駒ケ根市旧跡東伊那遺跡
- 駒ヶ根警察署中沢警察官駐在所